# Massino Visconti
Massino Visconti (Massin in piemontese e in lombardo) è un comune italiano di 1 106 abitanti della provincia di Novara in Piemonte.

## Geografia fisica
Massino Visconti è un piccolo paese piemontese situato sul versante Sud-Est del monte San Salvatore nel territorio collinare del Vergante, un tempo ricco di vigne e olivi. Il comune — che si affaccia sul Lago Maggiore, al di sopra di Lesa — offre un invidiabile panorama sulla sponda lombarda del lago, su Ranco e sui laghi lombardi di Monate e di Varese.
Il territorio comunale presenta delle variazioni di altitudine piuttosto accentuate: si passa da un minimo di 260 fino a un massimo di 922 metri sul livello del mare.

## Origini del nome
Il nome Massino Visconti nasce dall'unione di due parole: "Massino" deriverebbe da massa con il significato di "podere", "piccola proprietà agraria", mentre "Visconti" è stato aggiunto solo nel 1943, a memoria del suo passato visconteo.

## Storia

### Dalle origini ai Visconti
Nonostante le probabili origini romane, la sola testimonianza appartenente a tale epoca è costituita da un frammento di lastra funeraria murato sotto il portico della casa parrocchiale. Alla dominazione romana seguì, poi, quella longobarda.
La prima notizia storica relativa a Massino risale all'anno 865 d.C., quando il conte Ermenulfo chiese di ottenere, tramite la mediazione dell'imperatrice Angelberga, una conferma imperiale del monastero di Massino. Fondamentale fu l'infeudazione ai Visconti, che conservarono le prerogative feudali del paese dal 1134 (con Guido Ottone Visconti) fin verso la fine del XVIII secolo. Le varie vicende dei numerosi rami familiari viscontei, oltre al nome, hanno lasciato traccia del loro passaggio anche tramite il castello Visconti di San Vito.

### Simboli
Lo stemma è stato concesso con regio decreto del 16 luglio 1868.
Il gonfalone, concesso con DPR dell'11 giugno 1980, è un drappo partito di bianco e di rosso.

## Monumenti e luoghi d'interesse

### Castello Visconti di San Vito
Il Castello dei Visconti di San Vito a Massino Visconti sorge all'entrata del paese. Nacque come convento dei monaci di San Gallo durante i primi decenni dell'anno mille. Solo successivamente, intorno al 1139, la struttura fu trasformata dai Visconti in residenza signorile di campagna.
L'odierna costruzione è il risultato di una serie di considerevoli ricostruzioni cinquecentesche: ora si presenta come un edificio di tre piani con una sola torre. Nella struttura si può notare un balconcino vicino al cortile rivolto verso il paese: da qui i Visconti parlavano agli abitanti del villaggio. Nel 1863, Alberto Visconti vendette il castello a Pietro Pallestrini, da Villa Biscossi e sindaco di Massino, erudito e autore di una Relazione sulla Esposizione agricola-industriale-artistica del Lago Maggiore che lo abitò e restaurò e successivamente lo trasmise ai Visconti di San Vito, tuttora proprietari con la marchesa Ludovica Visconti.

### Chiesa di San Michele
La chiesa di San Michele, risalente alla metà XI secolo, fu chiesa parrocchiale fino al 1585 quando una frana danneggiò gravemente la struttura e conferendo al campanile la caratteristica forte inclinazione che ha ancora oggi. A partire dal 1618 la chiesa fu parzialmente ricostruita conservando uno solo degli ingressi originari.
L'interno è ricco di affreschi risalenti al XV secolo attribuiti alla bottega del pittore novarese Giovanni de Campo. Il campanile, eretto tra il 1025 ed il 1050, è a pianta quadrata disposto su 6 piani aperti da monofore ed una curiosa bifora che presenta una piccola colonna ed un capitello a stampella decorato da un viso scolpito.

### Chiesa ed eremo di San Salvatore
La chiesa di San Salvatore, posta sull'omonimo colle che sovrasta il paese, risale, nella sua prima costruzione, all'anno Mille per volere dei monaci benedettini di Massino. Nel XV secolo passò ai monaci dell'ordine di Sant'Agostino, i quali ampliarono la chiesa aggiungendo il campanile e la sacrestia e rendendola approssimativamente come possiamo ammirarla oggi.

### Monumento agli ombrellai
Caratteristico del paese è il Monumento agli ombrellai, realizzato dallo scultore Luigi Canuto come omaggio all'intensa attività dei Lusciatt, gli ombrellai per l'appunto, che vivevano numerosi a Massino Visconti e, più in generale, in queste zone del Vergante e in quelle di Gignese.

## Società

### Evoluzione demografica
Abitanti censiti

## Amministrazione
Di seguito è presentata una tabella relativa alle amministrazioni che si sono succedute in questo comune.
| Periodo        | Periodo        | Primo cittadino     | Partito                                 | Carica  | Note   |
| -------------- | -------------- | ------------------- | --------------------------------------- | ------- | ------ |
| 14 luglio 1985 | 26 maggio 1990 | Vincenzo Zanetta    | Partito Socialista Democratico Italiano | Sindaco | [ 18 ] |
| 26 maggio 1990 | 24 aprile 1995 | Pier Antonio Pagani | -                                       | Sindaco | [ 18 ] |
| 24 aprile 1995 | 14 giugno 1999 | Camillo Ferrari     | Partito Popolare Italiano               | Sindaco | [ 18 ] |
| 14 giugno 1999 | 14 giugno 2004 | Angela Buzzi        | -                                       | Sindaco | [ 18 ] |
| 14 giugno 2004 | 8 giugno 2009  | Antonio Airoldi     | lista civica                            | Sindaco | [ 18 ] |
| 8 giugno 2009  | 25 maggio 2014 | Antonio Airoldi     | lista civica                            | Sindaco | [ 18 ] |
| 25 maggio 2014 | 25 maggio 2019 | Angela Buzzi        | lista civica Insieme                    | Sindaco | [ 18 ] |
| 25 maggio 2019 | in carica      | Antonio Airoldi     | lista civica                            | Sindaco | [ 18 ] |

### Altre informazioni amministrative
Il comune faceva parte della Comunità montana Due Laghi, Cusio Mottarone e Val Strona.